# 三角萼凤仙花
三角萼凤仙花（学名：Impatiens trigonosepala），为凤仙花科凤仙花属下的一个植物种。